# NK Mladost Sigetec Ludbreški
 NK Mladost Sigetec je nogometni klub iz Sigeca Ludbreškog, mjesta u Varaždinskoj županiji. U sezoni 2021./22. se natječu u 1. ŽNL Varaždinskoj.

## Povijest
Mladež Sigeca Ludbreškog već je krajem 20-ih godina prošlog stoljeća osvojila nogometna lopta, negdašnja krpenjača. 
U nimalo jednostavnim političkim prilikama tadašnje kraljevine klub je osnovan 1933. godine, a službeno je registriran dvije godine kasnije pod imenom 'Sigetec' kada je odigrao i prvu službenu utakmicu. 
Klub od 1946. godine nosi ime 'Mladost'. Na stotine mladih prošlo je kroz njezinu povijest jer je okupljanje, druženje mladih uz popularni sport bio osnovni cilj djelovanja, ali se klub može ponositi i rezultatima. Najprije 1949. godine u tadašnjem koprivničkom kotaru, a potom u Varaždinskom nogometnom savezu gdje su prva prvenstva i kupovi počeli stizati sredinom 50-ih, pa sve do kraja 60-ih godina. 
No, novije doba sredinom 80-ih ostat će zapisana zlatnim slovima. Nezaboravna generacija Mladosti tada je osvojila sve redom, od općinskog kupa do prvenstva Zajednice općina Varaždin i plasmana u šesnaestinu finala nogometnog kupa bivše države (Jugoslavije) što je nezabilježen uspjeh u nogometnom svijetu za klub iz male ruralne sredine. Novi rezultatski, ali i uzlet u stvaranju boljih uvjeta klub doživljava u ovom, posljednjem desetljeću.
Mladost danas ima 70-ak aktivnih nogometaša, a posebno raduje što gotovo polovicu njih čini najmlađi uzrast. U klubu nastavljaju s ulaganjima prostore, pa se vrlo skoro očekuje dodatno uređenje i obnova. Nogometni Klub Mladost je oduvijek bilo najvažnije mjesto okupljanja mladih i uvijek se posebna pozornost posvećivala kako bi se omogućili što bolji uvjeti za bavljenje nogometom, uvijek se gledalo unaprijed i mislilo na budućnost.
Iz novije povijesti važno je napomenuti ulazak u Hrvatski nogometni Kup u sezoni 2005/2006
Klub igra u 1. liga NS Ludbreg.( sezona2010/11 ,trenutno zauzima drugo mjesto)
]. Sezonu 2009/10. su završili na 4. mjestu, uz osvajanje Kupa Nogometnog središta Ludbreg.

## 2009/2010
Na kraju sezone 4. mjesto i osvojen kup NS Ludbreg i direktni plasman u završnicu županijskog kupa.

## Vanjske poveznice
- Službena stranica NK Mladost Sigetec  Arhivirana inačica izvorne stranice od 12. travnja 2010. (Wayback Machine)
- Nogometno središte Ludbreg  Arhivirana inačica izvorne stranice od 14. svibnja 2010. (Wayback Machine)